# Wilhelm Haglund
Didrik Wilhelm Haglund, född 15 oktober 1902 i Laxå, död 12 mars 1987 i Sandviken, var en svensk ingenjör och företagsledare som arbetade inom Sandvik AB.

## Biografi
Haglund blev färdig ingenjör 1925. Under samma år anställdes han vid Sandvikens Jernverk AB, som senare kom att kallas Sandvik AB.
År 1942 fick han uppdraget att starta en hårdmetalltillverkning inom företaget och blev chef för en ny produktionsenhet för hårdmetallverktyg. Den nya enheten etablerades i Sandviken.
År 1949 var Haglund chef för hårdmetalldivisionen inom Sandvik AB. Under hans ledning startades det produktion av hårdmetallverktyg i Gimo år 1951.
Från 1958 fram till hans pensionering 1967 var han VD och koncernchef för Sandvik AB. Haglund är begravd på Gamla kyrkogården i Sandviken.

## Utmärkelser
- 1978 – Blev teknologie hedersdoktor vid Chalmers tekniska högskola.[8][2]
- 1981 – Mottog Mekanprismat.[8]

## Eftermäle
- Sedan 1986 delar Sandvik AB ut priset Haglund-medaljen för den anställd inom företaget som gjort den mest betydelsefulla insatsen för utvecklingen av en produkt inom Sandvik-koncernen.[9]
- I Gimo finns gatan Vilhelm Haglunds Väg, som är uppkallad efter Wilhelm Haglund.[10]
- Wilhelm Haglunds Gymnasium i Gimo är uppkallat efter Wilhelm Haglund.